# Tigres de Garges
 (juin 2016).
Si vous disposez d'ouvrages ou d'articles de référence ou si vous connaissez des sites web de qualité traitant du thème abordé ici, merci de compléter l'article en donnant les références utiles à sa vérifiabilité et en les liant à la section « Notes et références ».
Le club de roller in line hockey des Tigres de Garges est créé en 2007.
L'équipe première des Tigres joue en Ligue Élite entre la saison 2014-15 et sa relégation à l'issue de la saison 2022-2023. Elle évolue aujourd'hui en ligue nationale.
Le gymnase Centre sportif Allende Neruda possède un parquet en bois et peut accueillir jusqu’à 200 spectateurs.

## Palmarès[2]
| Saisons | Ligue Élite                | Nationale 1                | Nationale 2           | Nationale 3           | Coupe de France | Coupe d'Europe             |
| ------- | -------------------------- | -------------------------- | --------------------- | --------------------- | --------------- | -------------------------- |
| 2018-19 |                            |                            |                       |                       |                 | Médaille d'or, Europe      |
| 2017-18 | Médaille d'or, France      |                            |                       |                       |                 |                            |
| 2016-17 | Médaille d'argent, France  |                            |                       |                       | 1/2 finaliste   | Médaille de bronze, Europe |
| 2015-16 | 5eme                       |                            |                       |                       | 1/2 finaliste   | Médaille d'argent, Europe  |
| 2014-15 | Médaille de bronze, France |                            |                       |                       | 1/2 finaliste   |                            |
| 2013-14 |                            | Médaille d'or, France      |                       |                       |                 |                            |
| 2011-12 |                            | Médaille de bronze, France |                       |                       |                 |                            |
| 2010-11 |                            |                            | Médaille d'or, France |                       |                 |                            |
| 2008-09 |                            |                            |                       | Médaille d'or, France |                 |                            |

## Équipe Elite

### Saison 2017-18
| Daniel Brabec (cs)    | Gardien   | République tchèque |  |  |
| Marius Flamein        | Gardien   | France             |  |  |
| Erwann Rousseau       | Gardien   | France             |  |  |
|                       |           |                    |  |  |
| Maxime Langlois       | Défenseur | France             |  |  |
| Guillaume Langlois    | Défenseur | France             |  |  |
| Florian Schneider     | Défenseur | France             |  |  |
| Rémy Le Goffic        | Défenseur | France             |  |  |
| Hugo Vitou            | Défenseur | France             |  |  |
| Julien Thomas         | Défenseur | France             |  |  |
|                       |           |                    |  |  |
| Martin Fiala          | Attaquant | République tchèque |  |  |
| Adam Pribyl           | Attaquant | République tchèque |  |  |
| Alexandre Ribeiro (C) | Attaquant | France             |  |  |
| Karl Gabillet         | Attaquant | France             |  |  |
| Vincent Sorres        | Attaquant | France             |  |  |
| Florent Sorres        | Attaquant | France             |  |  |

### Saison 2016-17
| Daniel Brabec (cs) | Gardien   | République tchèque |  |  |
| Maxime Broutin     | Gardien   | France             |  |  |
| Erwann Rousseau    | Gardien   | France             |  |  |
| Stephen Iborra     | Gardien   | France             |  |  |
|                    |           |                    |  |  |
| Loic Gueudin (C)   | Défenseur | France             |  |  |
| Maxime Langlois    | Défenseur | France             |  |  |
| Florian Schneider  | Défenseur | France             |  |  |
| Rémy Le Goffic     | Défenseur | France             |  |  |
| Hugo Vitou         | Défenseur | France             |  |  |
| Adam Pribyl        | Défenseur | République tchèque |  |  |
| Julien Thomas      | Défenseur | France             |  |  |
|                    |           |                    |  |  |
| Martin Fiala       | Attaquant | République tchèque |  |  |
| Guillaume Langlois | Attaquant | France             |  |  |
| Alexandre Ribeiro  | Attaquant | France             |  |  |
| Maxime Ribeiro     | Attaquant | France             |  |  |
| Vincent Sorres     | Attaquant | France             |  |  |
| Florent Sorres     | Attaquant | France             |  |  |

### Saison 2015-16
| Daniel Brabec (cs) | Gardien   | République tchèque |  |  |
| Stephen Iborra     | Gardien   | France             |  |  |
| Erwann Rousseau    | Gardien   | France             |  |  |
|                    |           |                    |  |  |
| Loic Gueudin (C)   | Défenseur | France             |  |  |
| Guillaume Langlois | Défenseur | France             |  |  |
| Maxime Langlois    | Défenseur | France             |  |  |
| Florian Schneider  | Défenseur | France             |  |  |
| Rémy Le Goffic     | Défenseur | France             |  |  |
| Hugo Vitou         | Défenseur | France             |  |  |
|                    |           |                    |  |  |
| Ivan Waroquet      | Attaquant | France             |  |  |
| Martin Fiala       | Attaquant | République tchèque |  |  |
| Alexandre Ribeiro  | Attaquant | France             |  |  |
| Maxime Ribeiro     | Attaquant | France             |  |  |
| Vincent Sorres     | Attaquant | France             |  |  |
| Florent Sorres     | Attaquant | France             |  |  |
| Morgan Marais      | Attaquant | France             |  |  |